# Billy Shepherd
William L. "Bill" Shepherd, Jr. (Bedford, Indiana, 18 de noviembre de 1949) es un exjugador de baloncesto estadounidense que disputó tres temporadas en la ABA. Con 1,78 metros de estatura, jugaba en la posición de Base.

## Trayectoria deportiva

### Universidad
Tras haber destacado en su etapa de instituto, donde anotó 2.465 puntos en 4 temporadas y fue elegido Indiana Mr. Basketball, jugó durante tres temporadas con los Bulldogs de la Universidad Butler, en las que promedió 26,3 puntos por partido, récord histórico de su universidad, manteniendo también el de anotación en una temporada, con 27,8.

### Profesional
Tras no ser elegido en el Draft de la NBA de 1972, si lo fue en el draft de la ABA donde los Virginia Squires, lo eligieron en octava ronda. En su única temporada en el equipo apenas salió a jugar en 16 partidos, en los que promedió 1,7 puntos.
Tras ser despedido, fichó como agente libre por los San Diego Conquistadors, donde tuvo más minutos, actuando como suplente de Chuck Williams, y acabó promediando 6,0 puntos y 4,4 asistencias por partido. Al año siguiente quedó libre para fichar por quien quisiera, haciéndolo por los Memphis Sounds, donde a pesar de su suplencia acabó siendo el mejor anotador de triples de toda la liga, con un 42,0% de acierto.

## Estadísticas de su carrera en la ABA

### Temporada regular
| Temporada | Edad | Equipo                  | Liga | Pos. | P   | TIT | MIN  | TC  | TCA | %TC  | 3P  | 3PA | %3P  | 2P  | 2PA | %2P  | TL  | TLA | %TL  | R.OF. | R.DEF. | REB | ASIS | ROB | TAP | PER | FP  | PTS |
| 1972-73   | 23   | Virginia Squires        | ABA  | PG   | 16  |     | 4.3  | 0.4 | 2.2 | .200 | 0.3 | 1.0 | .250 | 0.2 | 1.2 | .158 | 0.6 | 0.6 | .900 | 0.1   | 0.2    | 0.3 | 0.5  |     |     | 0.5 | 0.8 | 1.7 |
| 1973-74   | 24   | San Diego Conquistadors | ABA  | PG   | 84  |     | 20.7 | 2.4 | 6.3 | .377 | 0.8 | 2.4 | .322 | 1.6 | 3.9 | .412 | 0.5 | 0.8 | .636 | 0.3   | 1.0    | 1.3 | 4.4  | 1.2 | 0.1 | 1.4 | 1.2 | 6.0 |
| 1974-75   | 25   | Memphis Sounds          | ABA  | PG   | 69  |     | 19.1 | 2.3 | 5.6 | .417 | 0.9 | 2.1 | .420 | 1.5 | 3.5 | .416 | 0.8 | 1.0 | .722 | 0.2   | 0.9    | 1.1 | 4.0  | 1.0 | 0.1 | 1.3 | 1.0 | 6.3 |
| Total     |      |                         | ABA  |      | 169 |     | 18.5 | 2.2 | 5.6 | .387 | 0.8 | 2.1 | .357 | 1.4 | 3.5 | .405 | 0.6 | 0.9 | .696 | 0.2   | 0.9    | 1.1 | 3.9  | 1.1 | 0.1 | 1.3 | 1.1 | 5.7 |

### Playoffs
| Temporada | Edad | Equipo                  | Liga | Pos. | P  | TIT | MIN  | TC  | TCA | %TC  | 3P  | 3PA | %3P  | 2P  | 2PA | %2P  | TL  | TLA | %TL   | R.OF. | R.DEF. | REB | ASIS | ROB | TAP | PER | FP  | PTS |
| 1973-74   | 24   | San Diego Conquistadors | ABA  | PG   | 6  |     | 25.3 | 2.8 | 9.3 | .304 | 1.3 | 3.8 | .348 | 1.5 | 5.5 | .273 | 0.5 | 0.5 | 1.000 | 0.3   | 1.5    | 1.8 | 3.5  | 1.3 | 0.2 | 2.3 | 1.8 | 7.5 |
| 1974-75   | 25   | Memphis Sounds          | ABA  | PG   | 5  |     | 15.0 | 2.0 | 6.0 | .333 | 0.6 | 3.2 | .188 | 1.4 | 2.8 | .500 | 1.2 | 1.2 | 1.000 | 0.2   | 0.8    | 1.0 | 2.4  | 0.6 | 0.2 | 1.0 | 0.6 | 5.8 |
| Total     |      |                         | ABA  |      | 11 |     | 20.6 | 2.5 | 7.8 | .314 | 1.0 | 3.5 | .282 | 1.5 | 4.3 | .340 | 0.8 | 0.8 | 1.000 | 0.3   | 1.2    | 1.5 | 3.0  | 1.0 | 0.2 | 1.7 | 1.3 | 6.7 |